# Papinsko sveučilište svetoga Antuna
Papinsko sveučilište svetoga Antuna ili Antonianum (latinski: Pontificia Universitas Antonianum) je franjevačko papinsko sveučilište u Rimu.
Sveučilište je službeno osnovano 1933. godine. Dana 11. siječnja 2005. papa Ivan Pavao II. dodijelio je Sveučilištu pravo korištenja naziva Papinsko sveučilište.

### Organizacija
Sveučilište ima četiri fakulteta i niz pridruženih instituta koji izvode približno 180 kolegija godišnje:
- Teološki fakultet
- Fakultet biblijskih znanosti i arheologije
- Fakultet kakonskog prava
- Filozofski fakultet

## Vanjske poveznice
- Pontificia Università Antonianum